# Roland Gerber (Eishockeyspieler, 1984)
Roland Gerber (* 21. Mai 1984) ist ein ehemaliger Schweizer Eishockeyspieler, der zuletzt bei den SCL Tigers in der National League unter Vertrag stand.

## Karriere
Roland Gerber begann seine Karriere als Eishockeyspieler in der Jugend der SCL Tigers, für deren Profimannschaft er in der Saison 2001/02 sein Debüt in der Nationalliga A gab. Während seiner Zeit in Langnau, für das er bis 2004 aktiv war, stand er in der Saison 2002/03 zudem in einem Spiel für den Zweitligisten EHC Visp auf dem Eis. Von 2004 bis 2007 lief der Angreifer für die GCK Lions aus der Nationalliga B auf, wobei er in der Saison 2006/07 zudem in sieben Spielen, in denen er punkt- und torlos blieb, für deren Kooperationspartner, die ZSC Lions aus der NLA spielte. 
In der Saison 2007/08 spielte Gerber für den EHC Biel, mit dem er Zweitligameister wurde und mit dem er den Aufstieg in die NLA erreichte. Auch die folgende Spielzeit begann er in Biel, verliess den Club nach nur fünf Erstliga-Partien jedoch bereits wieder und schloss sich dem SC Langenthal aus der National League B an.
Während der Saison 2009/10, im Dezember 2009, wechselte Gerber zum SC Bern. Im Austausch ging Alex Chatelain zum SC Langenthal. Am Ende seiner ersten Spielzeit in Bern gewann er mit den Mutzen die Schweizer Meisterschaft.
Im Sommer 2011 lief sein Vertrag mit dem SCB aus und Gerber war zunächst vereinslos. Später nahm er am Trainingslager des Genève-Servette HC teil, welcher ihn im September 2011 unter Vertrag nahm.
Im Dezember 2015 unterzeichnete Gerber einen Dreijahresvertrag bei den SCL Tigers, der ab der Saison 2016/17 gilt.
Ab August 2018 spielte er parallel per B-Lizenz beim EHC Olten in der Swiss League. Nach der Saison 2018/19 beendete er seine Karriere.

### International
Für die Schweiz nahm Gerber an der U18-Junioren-Weltmeisterschaft 2002 sowie den U20-Junioren-Weltmeisterschaften 2003 und 2004 teil.

## Erfolge und Auszeichnungen
- 2008 Meister der NLB und Aufstieg in die NLA mit dem EHC Biel
- 2010 Schweizer Meister mit dem SC Bern
- 2013 Gewinn des Spengler Cups mit dem Genève-Servette HC
- 2014 Gewinn des Spengler Cup Sieger mit dem Genève-Servette HC

## Karrierestatistik

### International
Vertrat die Schweiz bei:
- U18-Junioren-Weltmeisterschaft 2002
- U20-Junioren-Weltmeisterschaft 2003
- U20-Junioren-Weltmeisterschaft 2004

(Legende zur Spielerstatistik: Sp oder GP = absolvierte Spiele; T oder G = erzielte Tore; V oder A = erzielte Assists; Pkt oder Pts = erzielte Scorerpunkte; SM oder PIM = erhaltene Strafminuten; +/− = Plus/Minus-Bilanz; PP = erzielte Überzahltore; SH = erzielte Unterzahltore; GW = erzielte Siegtore; 1 Play-downs/Relegation; Kursiv: Statistik nicht vollständig)